# جهاوریان
جهاوریاں (به انگلیسی: Jhawarian) یک روستا در پاکستان است که در پنجاب واقع شده‌است.